# Объюл
Объюл — река в России, протекает в Красноярском крае и Республике Хакасия. Правый приток Урюпа.

## География
Река Объюл берёт начало в Орджоникидзевском районе Хакасии. Течёт на север через смешанные берёзово-лиственичные леса, пересекает границу Красноярского края. На реке расположена деревня Сорокино Шарыповского района. Устье реки Объюл находится у посёлка Ивановка в 115 км по правому берегу реки Урюп. Длина реки — 46 км.
Правые притоки: Объюльчик, Берёзовая, Сунгуюл, Таганрог, Сартачуль, Скукин, Амурты 2-й, Амурты 1-й. Левые притоки: Медвежий, Табаска, Подтаёжный.

## Данные водного реестра
По данным государственного водного реестра России относится к Верхнеобскому бассейновому округу, водохозяйственный участок реки — Чулым от истока до г. Ачинск, речной подбассейн реки — Чулым. Речной бассейн реки — (Верхняя) Обь до впадения Иртыша.